# Stjepan Kugli
Stjepan Kugli (Srbija, Novi Sad, 1851. – Hrvatska, Zagreb, 1915.), hrvatski knjižar, nakladnik i tiskar.
Stjepan Kugli je zanat izučio kod bečkih knjižara Hermana Mainza i Rudolfa Lechnera. U Zagrebu je najprije radio kao pomoćnik u knjižari Lavoslava Hartmana u Ilici 30., knjižara i tiskara, koji je svoju radnju otkupio od samog Ljudevita Gaja. 
Godine 1881. zajedno s Albertom Deutschom preuzima Hartmanovu tiskaru i knjižaru, koje od 1902. vodi sam. Godine 1915. umire i ostavlja, već tada poznato i renomirano poduzeće svojoj trojici sinova, Rudolfu, Ivi i Zlatku.
U svojem radu je bio izrazito temeljit, vrijedan i točan, a osim toga imao je čvrste veze s njemačkim knjižarstvom i tamošnjim knjižarskim središtima Bečom, Leipzigom i Berlinom. Osim tih veza surađivao je s francuskim, talijanskim, ruskim, poljskim, češkim, srpskim knjižarima i nakladnicima. Zahvaljujući svojoj profesionalnosti imao je otvorene razne puteve pomoći inozemnih knjižara, a s time je gradio i svoju veliku knjižarsko-trgovačku mrežu.
Godine 1881. Kugli i Deutsch izdaju bibliografsko-knjižarski časopis pod naslovom "Književni vjesnik", koje je trebao upoznati strani svijet s novostim u hrvatskoj književnosti, ali i hrvatsku javnost s novostima u svjetskoj književnosti.
Osim reklamiranja hrvatske književnosti u svijetu, Kugli i Deutsch su se trudili nabavljati Hartmanovih i Gajevih nakladnina, otkupljivati sva izdanja Matice hrvatske, nekad Matice ilirske, koja nisu bila prodana njezinim članovima. Tako su 1903. od R.F. Aurea otkupili najstariju postojeću knjižaru Franje Župana s nakladninama Franje i Lavoslava Župana, Albrechta, Fiedlera i Aurea.
Tokom godina usavršili su svoju štampariju, preuzeli prodaju papira te usporedno uz tiskaru i knjižaru otvorili knjigoveznicu. Time su stvorili jedan od prvih tiskarsko-knjižarskih zavoda u Zagrebu.
Izavali su listove "Dom i sviet", "Pariška moda", "Zvekan", "Glazba", "Gimnastika", brojne spise za mladež, izdanja za puk i građanstvo. Usporedno s tim su izdali i "Novu zagrebačku kuharicu Marije Kumičić" kojom su izazvali podsmijeh kolega tiskara i knjižara, ali su se proslavili među običnim pukom.  
Osim toga izdavali su hrvatske zakone s komentarima, razne propise, postupke i tumače.
Godine 1896. slavili su 40-tu godišnjicu knjižare, nekad Gajeve, pa Hartmanove te za tu priliku izdaju popis vlastite knjižare. Popis je imao abecedni raspored prema prezimenima autora, a sadržavao je naslove knjiga, spisa, muzikalija, zemljovida, učila, školskih potrepština, risanki i pisanki te izdanja Matice hrvatske koja su oni prikupili.
Godine 1898. izdaju "Povijest književnosti hrvatske i srpske". Sljedeće godine izdaju "Povijest Hrvata", "Gramatiku i stilistiku hrvatskog ili srpskog književnog jezika", "Pregled povijesti hrvatskog naroda", "Povijest Hrvata, Srba i Slovenaca" te tim izdanjima, kao i ostalom nakladom postaju knjižarom Kraljevskog sveučilišta Jugoslavije i jugoslavenske akademije. Njezine naklade raspačava nadalje 400-tinjak knjižara diljem prostora bivše Jugoslavije, Europe, sjeverne i južne Amerike, Afrike, Azije, Australije, što je značilo proboj hrvatske knjige na svjetsko tržište.
Stjepan Kugli je bio osoba od velikog značaja za hrvatsko nakladništvo i knjižarstvo, kao i za samu povijest i promicanje Hrvatske u svijetu, što govori i činjenica je tiskao djela gotovo svih velikana hrvatske književnosti druge polovice XIX. stoljeća.